# 民主救港力量
民主救港力量簡稱「民救力」，是香港的一個政治團體，組成人士作風較為激進，包含香港政界、社運界、中國大陸流亡香港民運份子，主要成員有楊少群、柳玉成、曾健成、程樂蓀等。值得注意的是，此組織不是由民主倒董力量改組而成，因為絕大部份倒董成員，如劉慧卿、鄭家富、張超雄及陳偉業等，均沒有加入。但民主救港力量的主要成員，俱為民主倒董力量解散後決意成立而加入的原成員。

## 主要成員
- 蕭若元，創會召集人，2004年香港人網創辦人、2010年人民力量主要贊助人。曾任無綫電視新聞主播，麗的電視監製等，早年曾與名嘴黃毓民等人營辦Cyber日報，惜最後科網熱潮爆破而告終，蕭氏已於2005年4月以健康為理由呈辭民救力召集人，後來曾於2012年香港立法會選舉中伙拍人民力量主席劉嘉鴻及執委歐陽英傑參選香港島直選失敗，2013年3月與黃毓民反目，並結束香港人網。
- 曾健成，現任召集人，曾任立法局議員，現任東區區議員、新巴工會顧問等。與前立法會議員鄭經翰關係密切，更與鄭經翰首席助理陳國樑拍檔參選立法會。
- 楊少群，副召集人兼秘書長，女，文化大革命時遭中國共產黨批鬥，鄭經翰黃毓民之友會創辦人，後來兒子到國立成功大學升讀大學後便退出政壇。
- 柳玉成，又名劉泰，執委，中國流亡海外人士，聲稱為中國民主正義黨香港負責人，曾參選2004年香港立法會選舉及2007年香港立法會港島選區補選。
- 程樂蓀，人稱「蓀哥」，執委，先驅社會員，麗瑤邨居民，基層民主社創辦人。自1985年起曾多次參與葵青區議會(麗瑤選區)選舉及立法會選舉，均告落敗。亦曾考慮入稟法院，就續任行政長官任期及行政令等政治事件進行司法覆核。2011年香港區議會選舉以「基層民主社」名義挑戰香港仔現任區議員黃靈新，但因提名無效而令對方自動當選。現為澳門政團「港澳居民僱員聯盟」主席、澳門工黨首席副秘書長，並以「澳門民主自由人權法治促進會聯合提名委員會」次候選人名義參選2013年澳門立法會選舉。
- 唐婉清，人稱「終身美麗」，執委，任職保險界，為曾因中國民主事業而繫獄中國的民運人士劉山青之妻子。現時為立法會議員梁國雄辦事處管理委員會主席、社會民主連線中評會成員。